# Francisco Javier Arellano Félix
Francisco Javier Arellano Félix (født 11. december 1969 i Mexico), også kendt under sit alias "El Tigrillo" (lille tiger), broderen af Ramón Arellano Félix, er en mexicansk narkoforhandler og tidligere leder af Tijuana-kartellet, der smugler narkotika fra Mexico til USA.
Tijuana-kartellet er ét af de tre største narko karteler i Mexico. Det er kendt for rekruttere gadebander i Los Angeles. Tijuana-kartellet er berygtet for ekstrem brutalitet og mord. Kartellet var i slutningen af 1990'erne ansvarlig for at levere halvdelen af den kokain, der sælges i USA. I januar 2006 blev det optaget at gruppen havde en tunnel der gik fra Tijuana, Mexico til Otay Mesa, San Diego i USA.

## Retsforfølgelse
Francisco Arellano, blev anholdt onsdag den 16. august 2006, på en fiskebåd i den Californiske Halvø af den amerikanske kystvagt. Den 5. november 2007 blev han idømt livsvarigt fængsel for distribution af kokain og hvidvaskning af penge. Han havde i september 2007 erklæret sig selv skyldig. Han afsoner i ADX Florence, USA's mest sikrede fængsel.